# Carlos Bravo
Carlos José Bravo López (ur. 25 lipca 1973 w Caracas) – wenezuelski szablista, dwukrotny olimpijczyk.
Wystartował na igrzyskach olimpijskich w Atlancie w 1996, gdzie przegrał w 1/32 finału z Hiszpanem Antonio Garcíą 11:15 i został sklasyfikowany na 39. miejscu. Brał też udział w igrzyskach olimpijskich w Pekinie w 2008, ponownie odpadając w 1/32 finału. Przegrał wtedy z Polakiem Marcinem Koniuszem 10:15 i ostatecznie uplasował się na 33. miejscu.
Na igrzyskach panamerykańskich w Mar del Plata (1995) zdobył indywidualnie brązowy medal. Ponadto zdobył srebrne medale indywidualnie i drużynowo na igrzyskach panamerykańskich w Santo Domingo (2003).